# 成岳冲
成岳冲（1962年10月—），男，汉族，浙江慈溪人，中华人民共和国政治人物，曾任民盟中央委员、浙江省委主委、宁波市人民政府副市长、浙江省人民政府副省长。

## 生平
1979年9月至1983年7月，在华东师范大学本科学习。
1983年7月至1987年9月，任宁波师范学院助教。
1987年9月至1990年7月，在华东师范大学研究生学习，获硕士学位。
1990年7月至1993年11月，任宁波师范学院讲师。1990年12月加入中国民主同盟。
1993年11月至1997年9月，在宁波市政协工作，历任文史处副处长、处长；1997年9月至2002年4月，任宁波市海曙区人民政府副区长；2002年4月至2012年4月，任宁波市人民政府副市长。2008年，当选第十一届全国政协委员，代表教育界，分入第四十二组。2012年4月至2013年12月，任宁波市人大常委会副主任。
2013年12月至2015年12月，任浙江省科技厅副厅长（保留正厅长级）、民盟浙江省委会主委；2015年12月至2017年1月，任浙江省科技厅副厅长（保留正厅长级）、民盟中央常委、民盟浙江省委会主委。
2017年1月至2017年4月，任浙江省人民政府副省长、民盟中央常委、民盟浙江省委会主委；2017年4月，任浙江省人民政府副省长、民盟中央常委、民盟浙江省委会主委，浙江省红十字会会长。2023年1月当选为浙江省政协副主席。